# Erkki Havansi

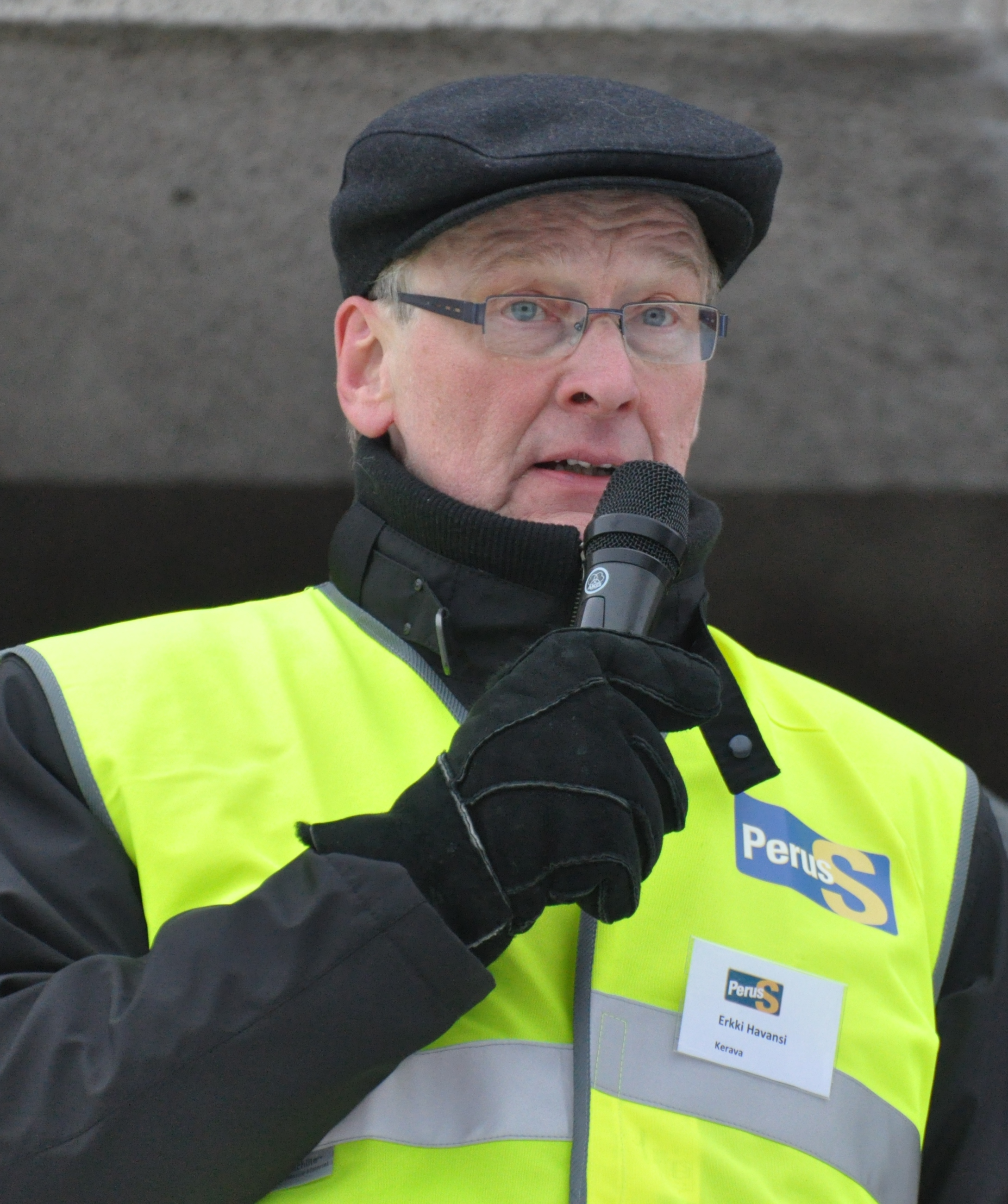
Erkki Havansi, 2011.

Erkki Elias Tapani Havansi, född 11 juli 1941 i Libelits, är en finländsk jurist.
Havansi blev juris doktor 1975. Han var 1976–1982 docent i civil- och exekutionsrätt vid Helsingfors universitet och professor i processrätt 1982–2009. Han har i sin omfattande vetenskapliga produktion företrädesvis uppehållit sig på sakrättens och den civila exekutionsrättens område.
Bland Havansis arbeten märks Panttioikeus osakkeeseen (2 band, 1979–1981), Esinevakuusoikeudet (1984), Suomen konkurssioikeus (1990), Kiinteistöpanttioikeus uuden maakaaren mukaan (1996), Ulosotto-oikeuden pääpiirteet (1998), Finlands straff- och processrätt (jämte Pekka Koskinen, 2000), Määräajat ja oikeudenkäynti (2004) och Oikeudenkäynti ja pakkotäytäntö (2007).